# Emmanuel Tremellius
Emmanuele Tremellio dit Tremellius (né en 1510 à Ferrare ; † 9 octobre 1580 à Sedan) est un théologien hébraïsant réformé d'origine italienne. Il traduisit l’Ancien Testament directement depuis l'hébreu, renouvelant par là la version traditionnelle de la Vulgate.

## Biographie
Tremellius est né en 1510 de parents juifs. Il étudir à l'université de Padoue. Vers 1540 il est baptisé dans l'église catholique sous l'influence du cardinal Pole. Il se convertit au  protestantisme l'année suivante. À Lucques, Pierre Martyr Vermigli lui fait connaître la pensée de Jean Calvin.
Il quitte l’Italie pour Strasbourg pour enseigner l'hébreu. Il fuit la guerre de Smalkalde et se réfugie en Angleterre en 1547 à l’invitation de Thomas Cranmer, archevêque de Cantorbéry qui l'accueille à Lambeth Palace. Il enseigne l’hébreu à l’Université de Cambridge. En 1549, il succède à Paul Fagius comme professeur regius d'hébreu de Cambridge, mais lorsqu’en 1553 Marie Tudor montr sur le trône, il doit repartir pour le continent. De 1554 à 1558 il trouve un emploi de précepteur des princes de la maison de Palatinat-Deux-Ponts, avant de devenir en 1559 le premier recteur de l'école cantonale de Hornbach (le futur lycée Herzog-Wolfgang de cette ville). En 1561 il est choisi comme professeur d'études bibliques à Heidelberg. Il traduit en latin la Bible à partir de l'hébreu et du syriaque avec François du Jon. Les cinq parties de l'Ancien Testament paraissent à Francfort entre 1575 et 1579.
Chassé de l'électorat à l'avènement de l’électeur Louis VI en 1577, il se retire à Sedan où il obtient une chaire d'hébreu et où il passe ses dernières années.
Tremellius est l'auteur d'une grammaire de l’araméen et du syriaque. Il est surtout connu pour sa traduction en latin de l'Ancien Testament depuis l'hébreu et le syriaque (1569-79).
Il s'est marié à Metz à sa sortie de l'Italie dont il a une fille mariée avec François du Jon.

## Publications
- Cathechismus hebraïcus, 1554
- In Hoseam prophetam interpretatio & ennaratio, Heidelberg, 1563
- Jonathanis filii Uzziel Chaldaïca paraphrasis. Prophetas minores, Heidelberg, 1567
- Grammatica Chaldea & Syria, 1569, publié avec l'ouvrage suivant
- Novum testamentum græcè & latinè, ex versionis Theodori Bezæ secunda editione cum interpretatione syriaca, hebræis typis descripta, plerisquque etiam locis emendata ; eadem latino dermone reddita, 1569
- Biblia sacra, Heidelberg, 1575-1579. La traduction de la Bible a été faite à Heidelberg. Le Nouveau Testament ne se trouve pas dans la première édition mais se trouve dans les éditions suivantes